# レタス
レタス（英: Lettuce、学名: Lactuca sativa）は、地中海沿岸、西アジア原産のキク科アキノノゲシ属の一年草または二年草。野菜として利用される。品種は多く、葉が巻くものと巻かないもの、茎を食用にするものなどがある。

## 名称
和名は、チシャ（萵苣）。古名を「ちさ」といい、「乳草」（ちちくさ）の略とされる。
一般的に言われる日本名のレタスは英名「lettuce」から取られたもので、その語源はラテン語で「牛乳」という意の語 「Lac」 である。和名ともに、レタスの切り口から出る白い液体の見た目に基づき付けられた呼び名である。

## 形態
植物的特徴としては高温・長日条件下で抽苔（ちゅうだい）して花を付ける。花は黄色のみからなる頭状花序（頭花）で、さらにこれらが円錐花序を形成する。具体的には、茎を伸張・分枝させ、直径1cm程度の黄色いタンポポを小さくしたような花をその先に付ける。開花とともに雌蕊（めしべ）が葯筒から伸びて自家受粉する。
ロゼットを形成する植物であるが、ロゼット葉は抽苔期には枯れてしまい、種子が完熟して飛散するようになったときには株全体が枯れた状態になる。

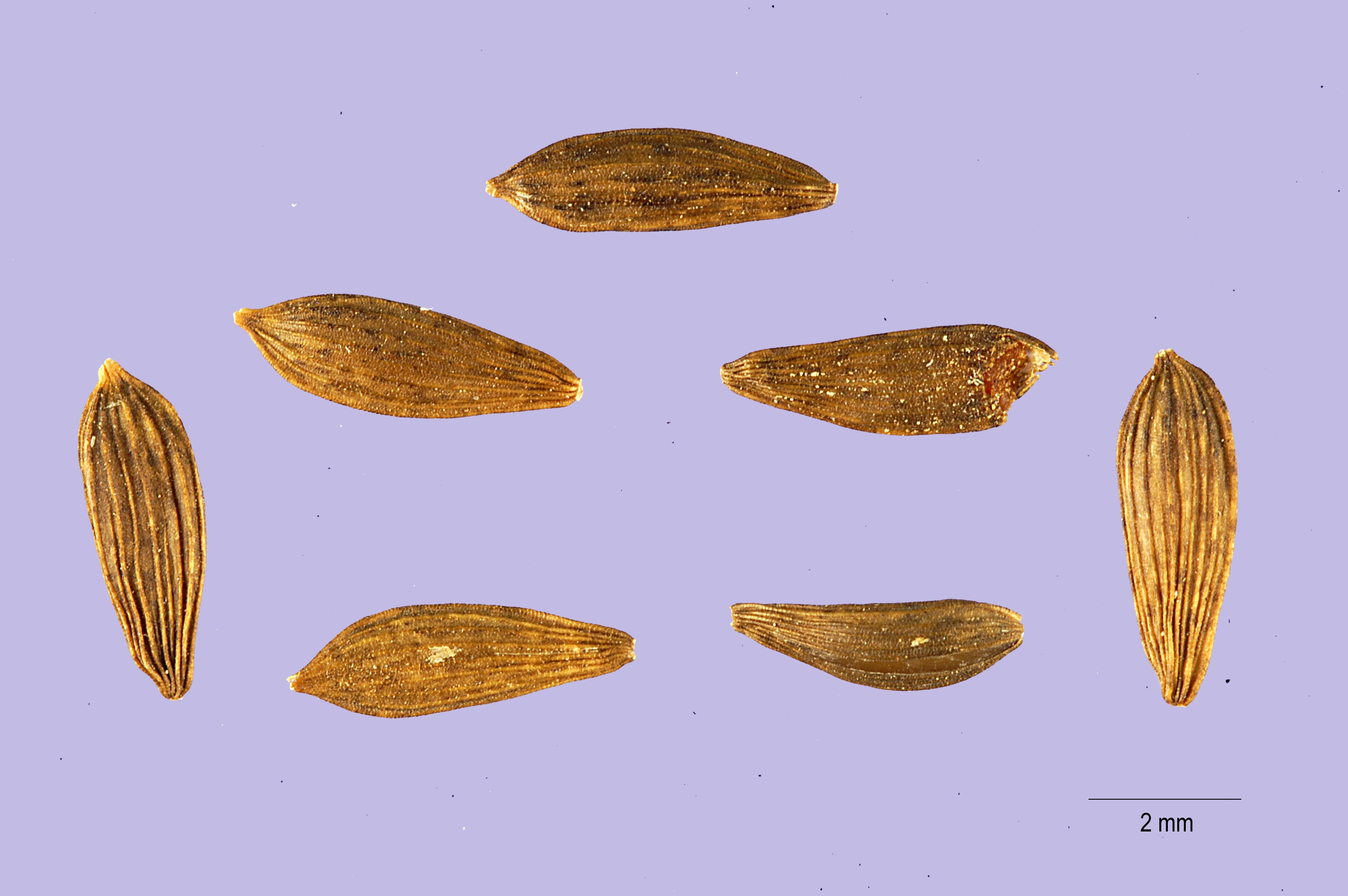
レタスの種子
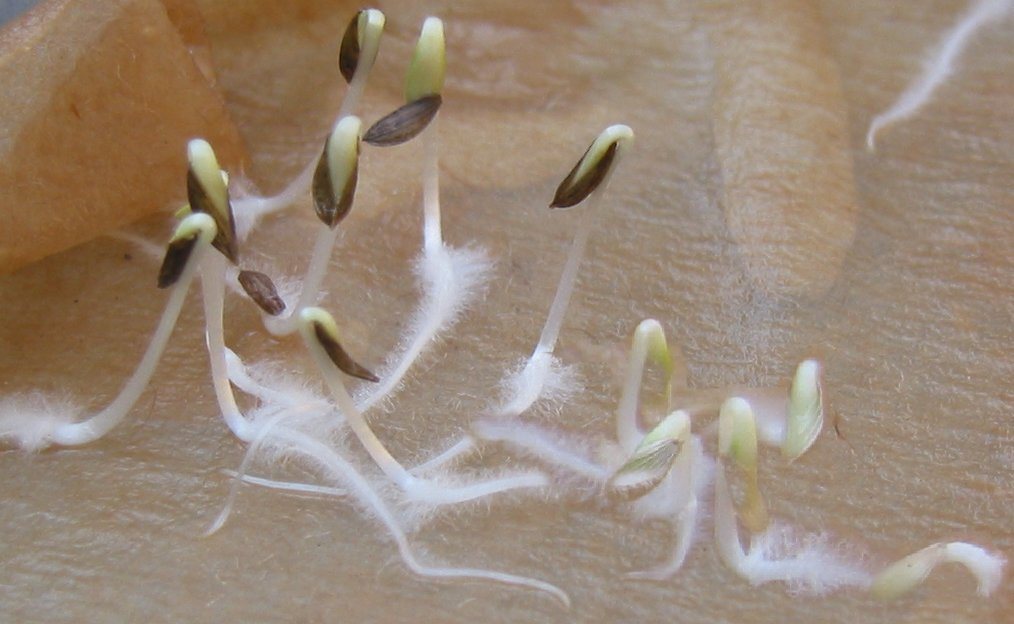
発芽
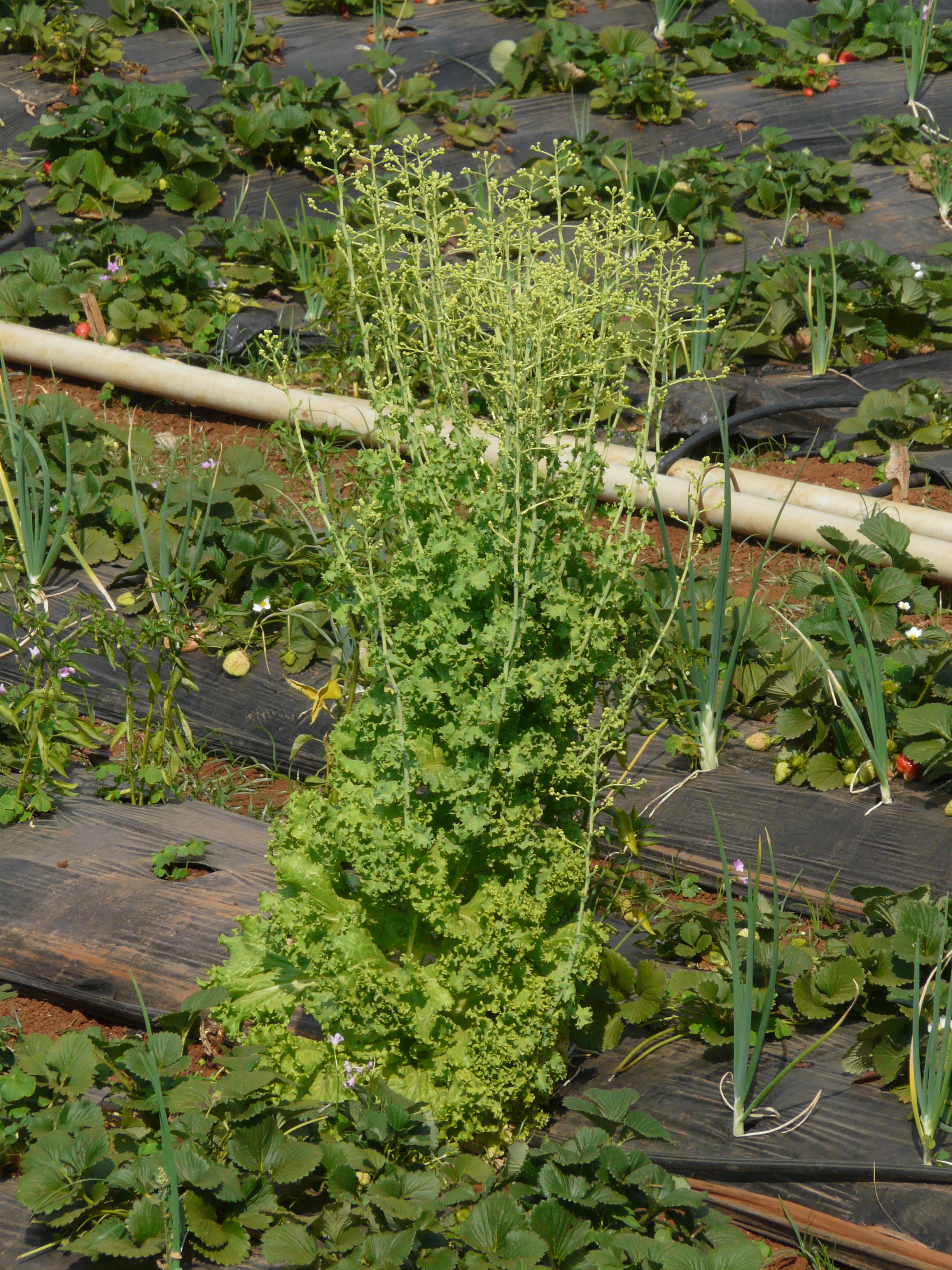
薹が立ったレタス
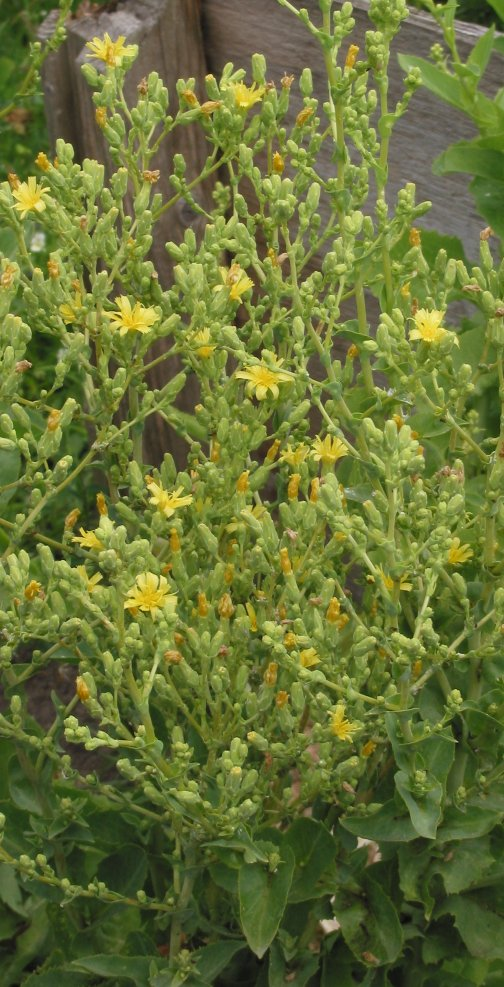
花をつけたレタス
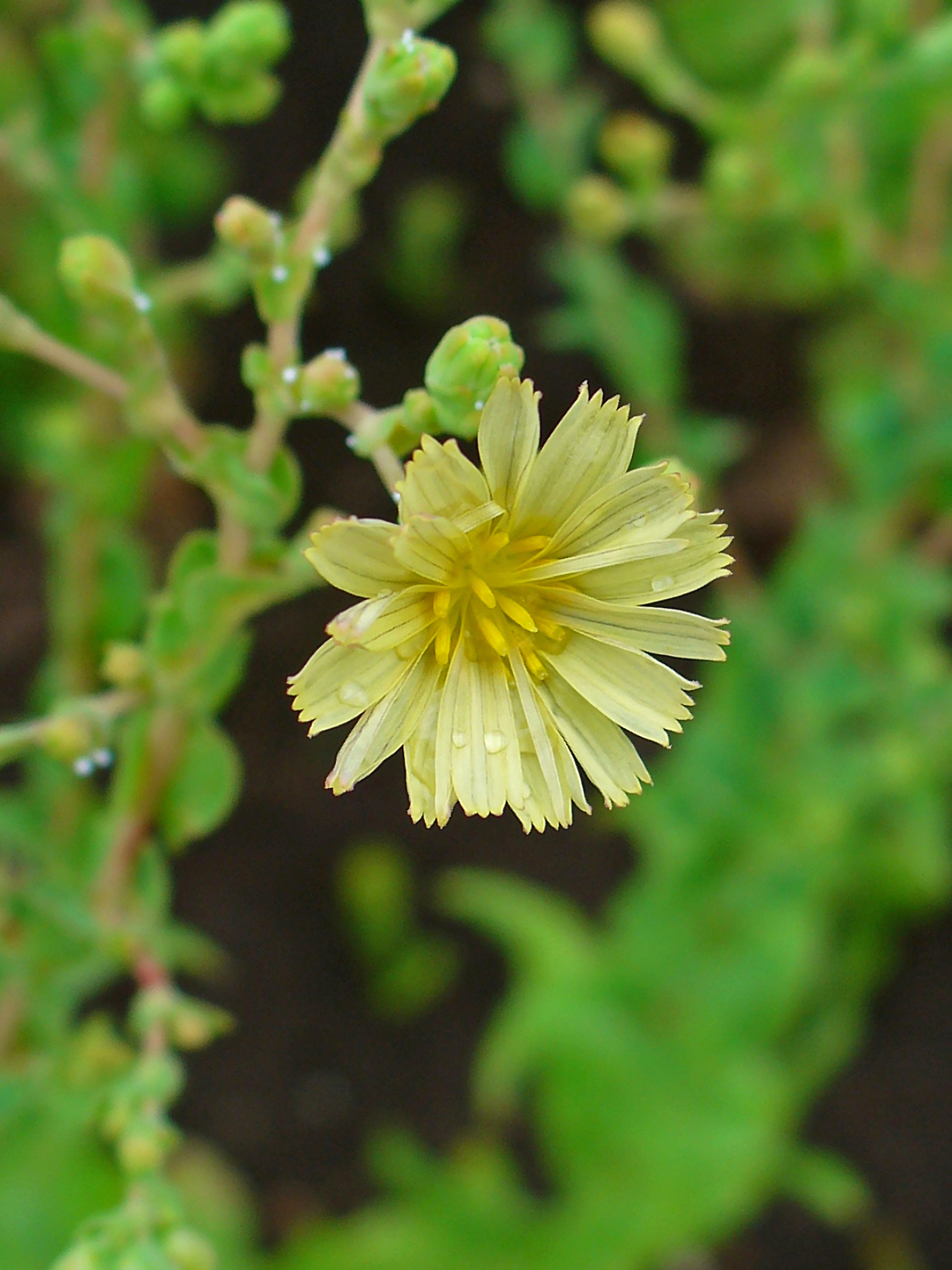
花
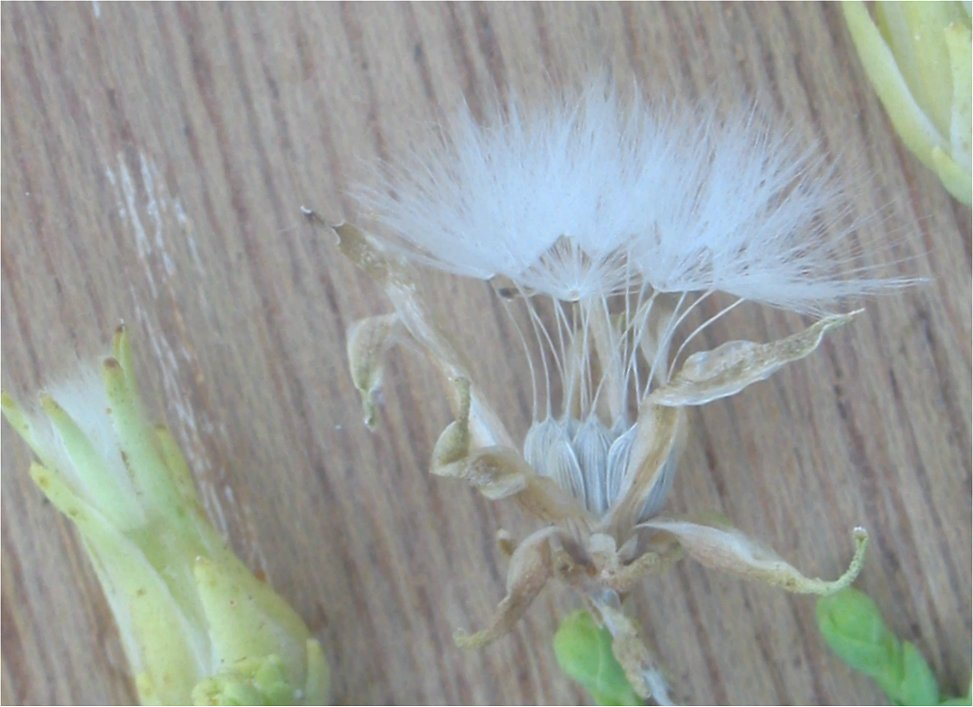
果実は冠毛がつく

## 栽培
レタスは比較的栽培しやすい野菜であるが、高温を嫌う性質で、栽培適温は15 - 20度、発芽適温15 - 20度とされている。21度を超えるとレタスの種は休眠状態になり、発芽しにくくなる。栽培期間は玉レタスが約2か月、リーフレタスは約1か月で、リーフレタスのほうが栽培期間が短く済み育てやすい。真夏と真冬を除いた春秋の涼しい季節で栽培することができ、「春播き」で晩春から初夏に収穫するか、「夏播き」で晩秋から初冬に収穫する。栽培に適したレタスは肥料を多く好む性質があり、土壌酸度は pH 6.0 - 6.5で、植え付け前に堆肥や化成肥料で全面施肥を行っておく。畑栽培では、畝を高くして水はけをよくして根覆いを施す。連作を嫌い、同じ土地では栽培を1 - 2年あけるようにする。
「春播き」の場合はそのまま種をまき、「夏播き」の場合は1日吸水させてから2日ほど冷蔵して、種を冷やすことで休眠打破させてから種をまく。種は光がないと発芽しないため、育苗箱や育苗ポットで水やりをして濡らした土に種をばらまき、あるいは筋まきにして、覆土は行わずに手で軽く押さえる程度にする。畑に直接まくと、雨で種がながされてしまったり、アリに持って行かれてしまうことがある。種まき後1週間後ほどで発芽し、水切れすると生育不良要因となるため、水やりの管理を行う。育苗箱で播種したものは、本葉が出るころに1、2本ずつポット上げする。ばらまきしたものは葉が成長すると込み入ってくるため、間引きしながら育て、最終的に本葉4 - 5枚になったら苗を1本だけ残す。
畑はあらかじめ元肥を施しておき、高くした畝に苗を30 cm間隔で定植し、植え付け後は2週間に1回程度、定期的に肥料を与えていく。畝に根覆いを施すことによって、雨による泥の跳ね返りで葉が汚れたり、病気にかかることを予防する効果が出る。苗を秋植えで育てるときは、植え付け適期（8月下旬 - 9月）よりも早く植え付けてしまうと、高温長日（気温が高く日照が長い）条件により花茎を伸ばす「とう立ち」が起こってしまい、食味が落ちるばかりではなく、結球性レタスでは結球が起こらなくなる。
葉が10枚以上になると収穫できるようになるので、株ごと収穫する。リーフレタスは、葉の長さ20 - 25 cm、株の直径30 cmくらいが収穫の目安となり、株ごと採るか外側の葉から掻き取って収穫する。玉レタスは、植え付けから50 - 60日後が収穫の目安で、結球した葉を上から触ってみたときに、しっかり締まって適度な弾力が出ていれば収穫に適した状態である。半結球レタス（コスレタス）は品種にもよるが、高さ20 - 30 cmで、中央の葉が巻き始めるころが収穫時期である。茎レタスは、株の高さが30 - 50 cmに成長したら地際から茎を切り取って収穫する。
病虫害に、アブラムシ、ヨトウムシがついたり、菌核病、軟腐病にかかる場合がある。レタスは高温と多湿を苦手とするため、春まきレタスは梅雨の雨に当たると病気が出やすくなる。夏まきレタスは、発芽がうまくいけば病気の心配は少ない。
近年では野菜工場による大規模生産も行われている。

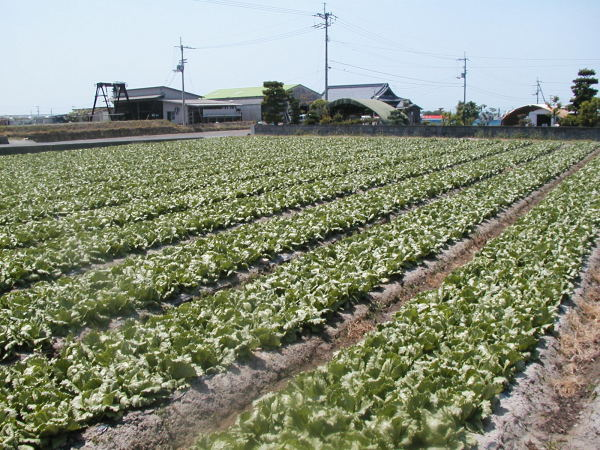
レタス畑（香川県観音寺市豊浜町）
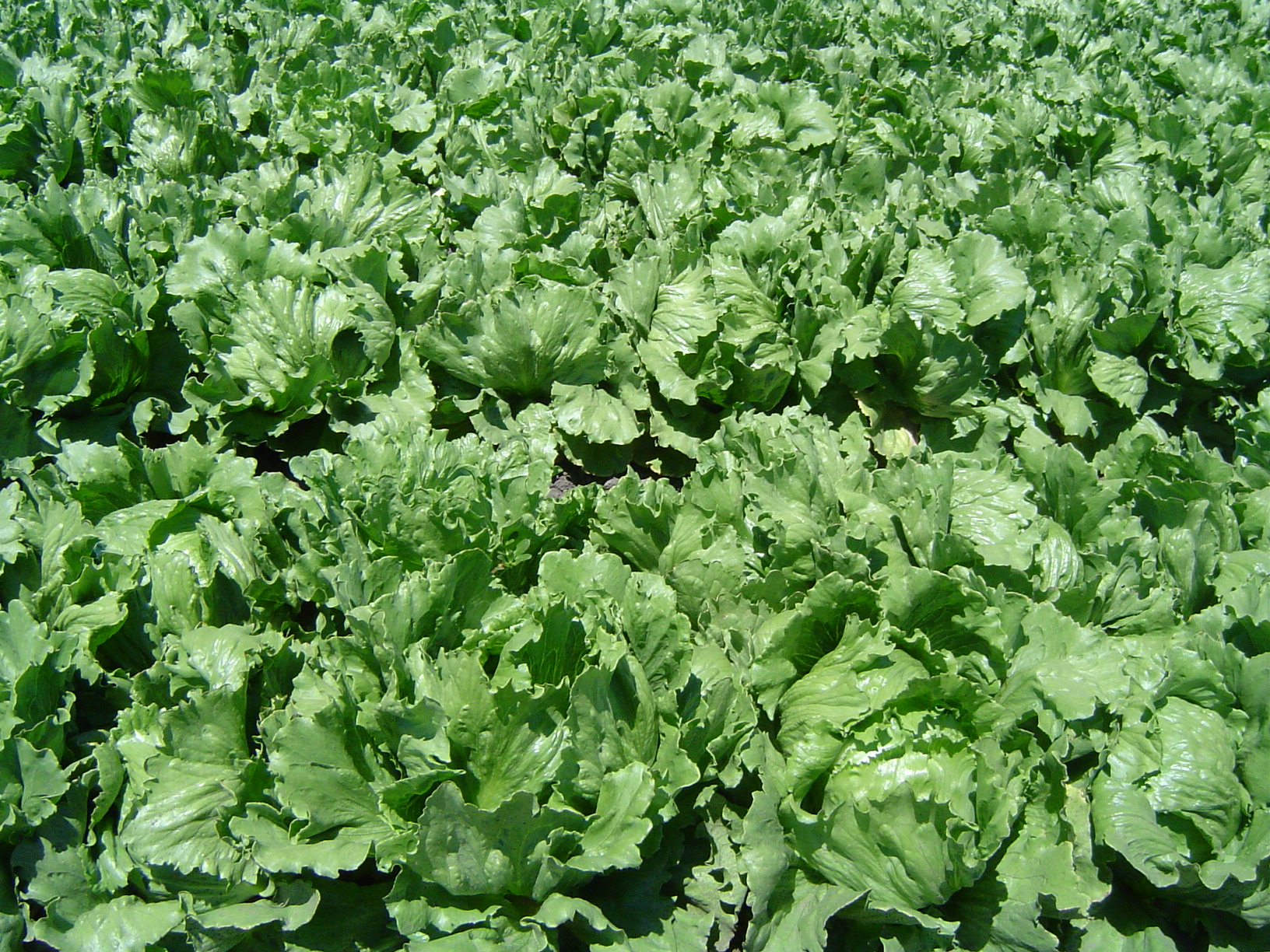
レタス畑（アメリカ合衆国サンタバーバラ）

### コンパニオンプランツ
また、キク科のレタスは、キャベツやハクサイなどのアブラナ科の野菜と比べると病害虫の心配が少なく、アブラナ科野菜のコンパニオンプランツとして植えるのもよい。レタスとキャベツは、ともに冷涼な生育環境を好むので混植に向いている。アブラナ科の害虫を防ぐだけでなく、互いに雑草を抑制する効果にもつながる。

## 利用
地中海沿岸地方から西アジアの野生種が元になった野菜で、紀元前6世紀よりアケメネス朝ペルシアで栽培が始められ、古代ギリシャでは媚薬・催淫薬として広く食された。中国を経て、日本へは平安時代に渡来したともいわれている。8世紀には「萵苣」（わきょ）の記録があり、平安時代後期以降は「ちしゃ」とよばれるようになった。日本の多くの地域では、掻き萵苣（カキヂシャ）が古くから食用されており（大和野菜#ちしゃ）、1697年に出版の『農業全書』にも栽培や品種、調理法などが記されている。現在多く出回っている玉レタスは明治時代以降に伝わったといわれ、戦後の食文化の洋風化に伴って1970年代から広く普及した。
現代の市場には玉レタス、リーフレタス、サラダ菜など様々あるが、日本においてはクリスプヘッド型の玉レタスが主に流通している。
食材としての主な旬は、春夏レタスが4 - 7月、秋冬レタスでは11 - 12月といわれている。玉レタスは、葉が淡い緑色でつやがあり茎の切り口が変色がないものが新鮮であるが、巻きがかたくしまって重みがあるものや茎が太いものは収穫期を過ぎて苦味が出ていたり、葉も厚くかたくなっている。
水分が95%以上と多く、瑞々しい食感が楽しめるサラダ用の野菜として定着しているが、炒め物やスープの具にするなど加熱調理でも使われる。みそ汁やおでんの添え物、おひたし、蒸し煮、チャーハンの具など、諸々に調理され各家庭から料理店と広く用いられている食材である。加熱する事によって独特の苦味が弱まるとともに旨味が増す。
欧米では葉部分を主にサラダ、ハンバーガー、タコスなどに利用し生食するが、フランスではソテーにすることもある。中国などでは中華炒め、鍋料理、クリーム煮など加熱調理することが多く、葉だけでなく茎も重要な食材となる。朝鮮料理ではカッティングレタス（掻きぢしゃ）をサンチュと呼び、生の葉で焼き肉を包んで食べる。この食べ方をサㇺという。

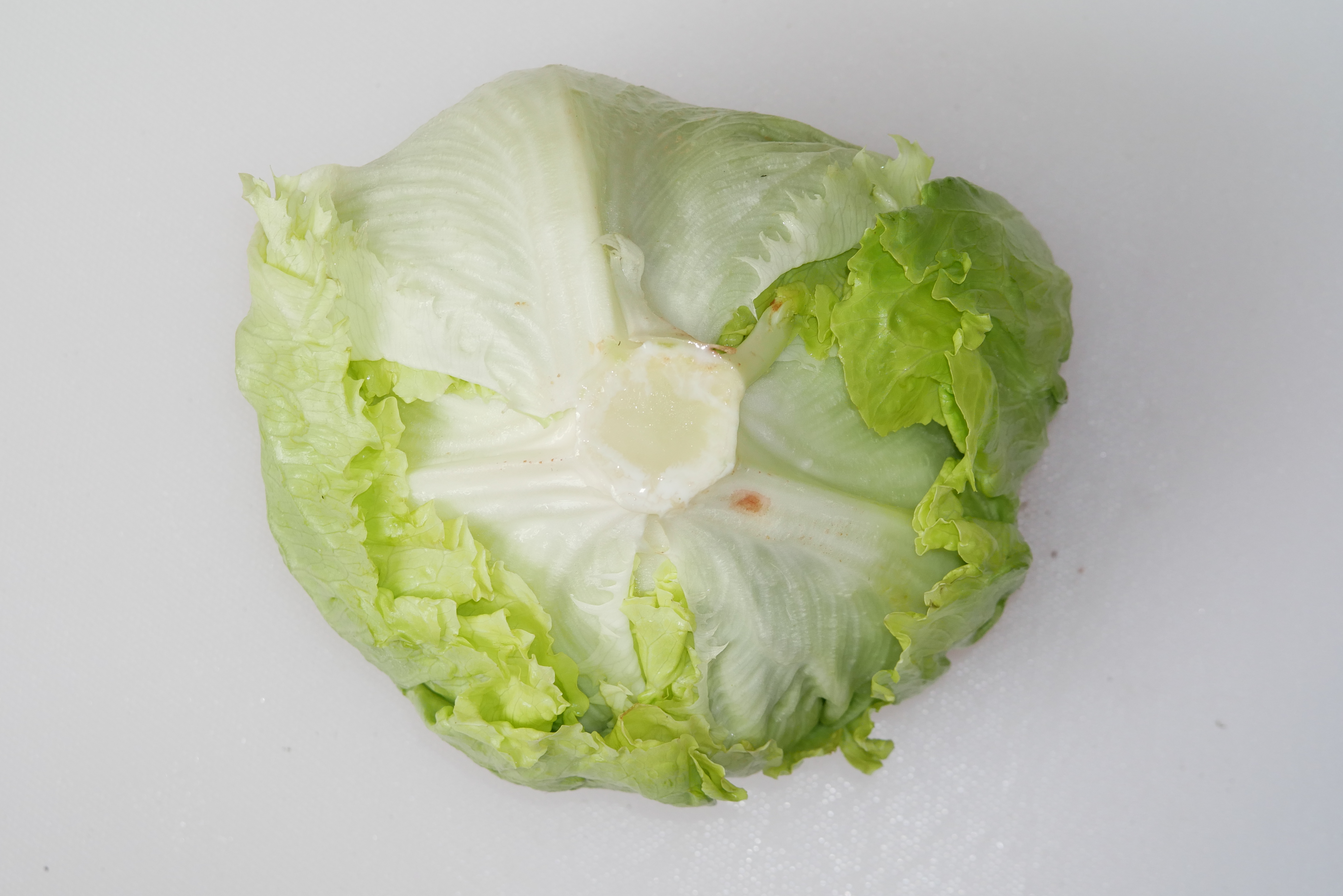
軸の切り口が白いものは新鮮
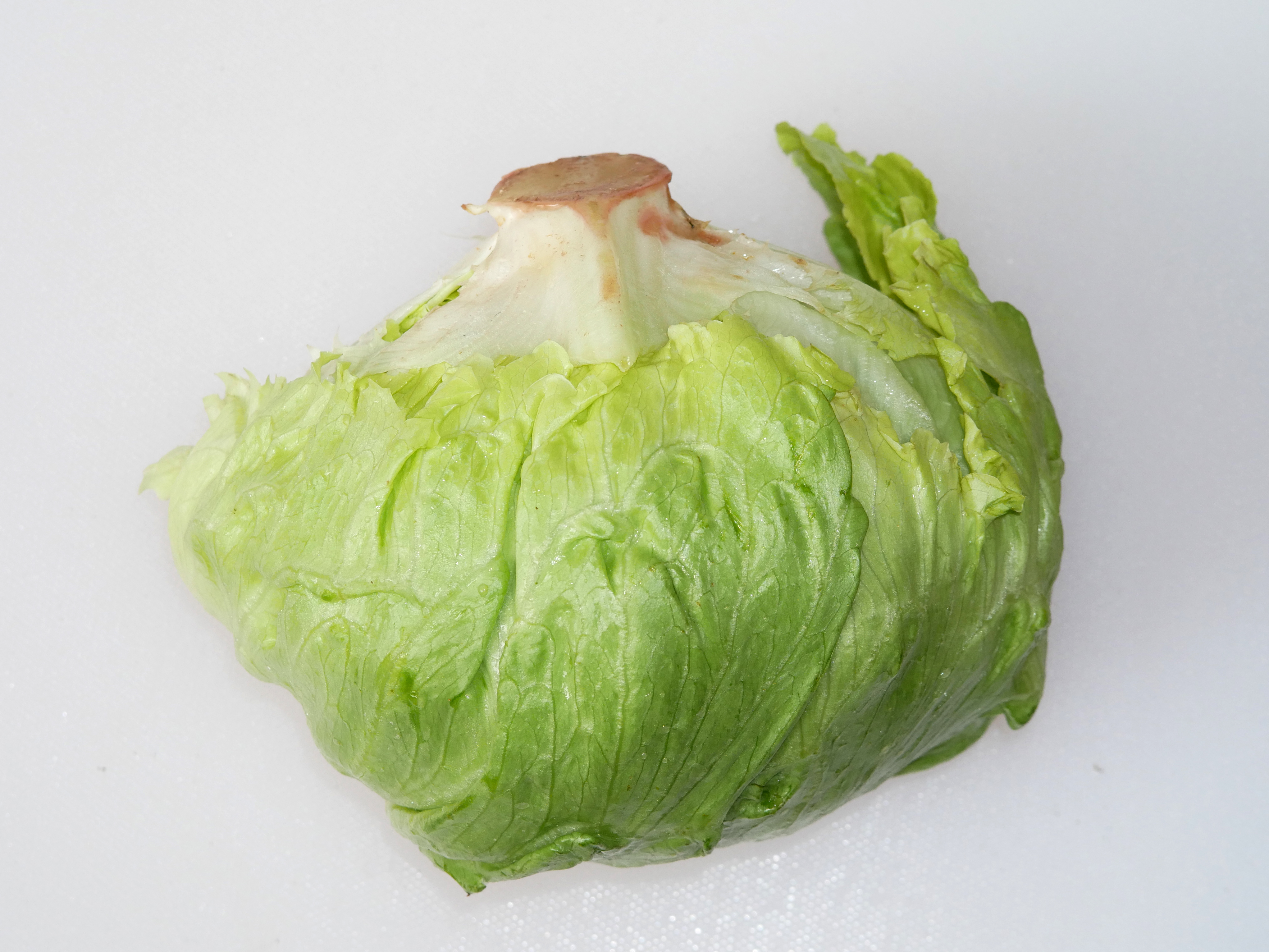
鮮度が落ちてくると軸の切り口が茶色く変色してくる
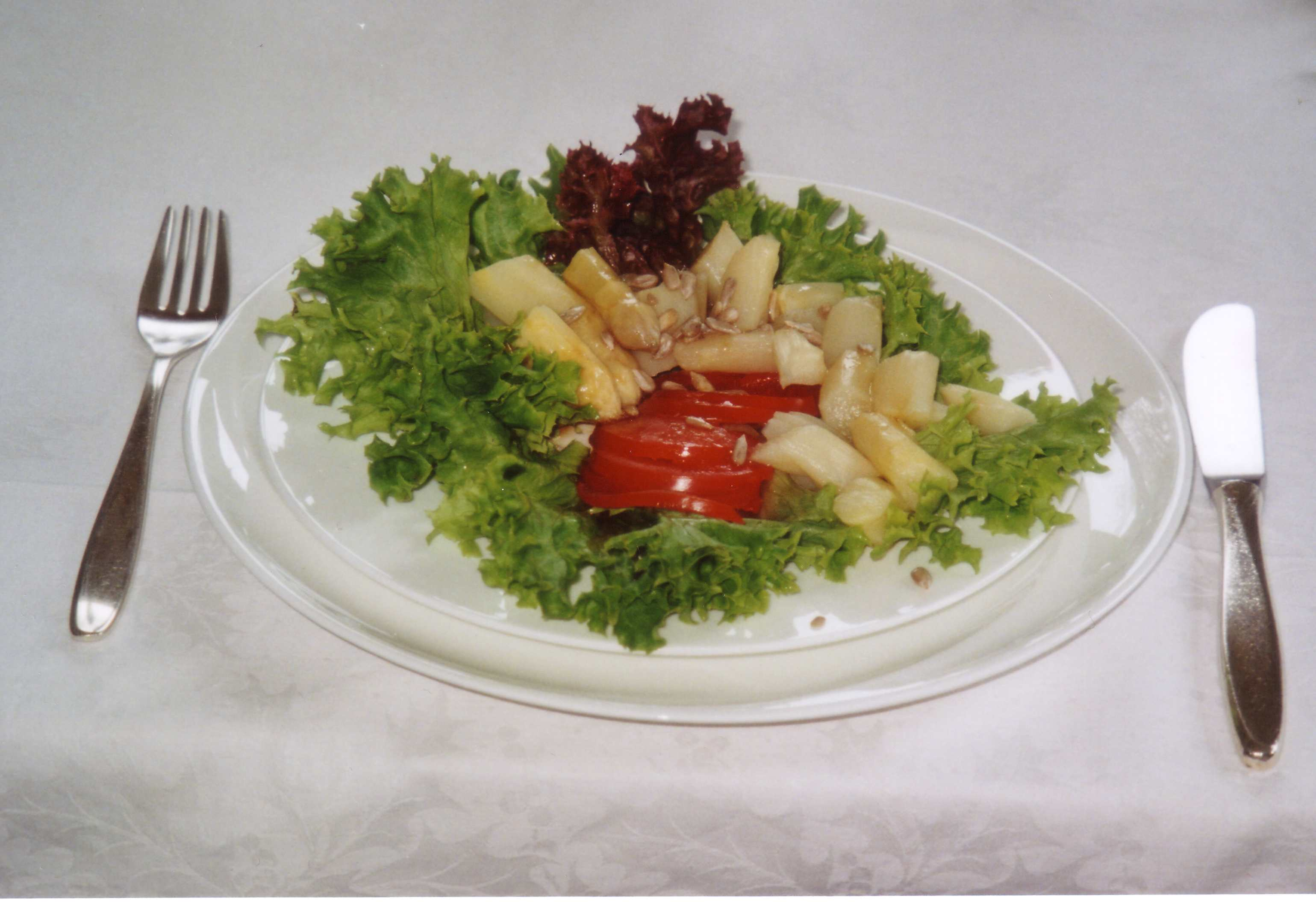
レタスの生野菜サラダ
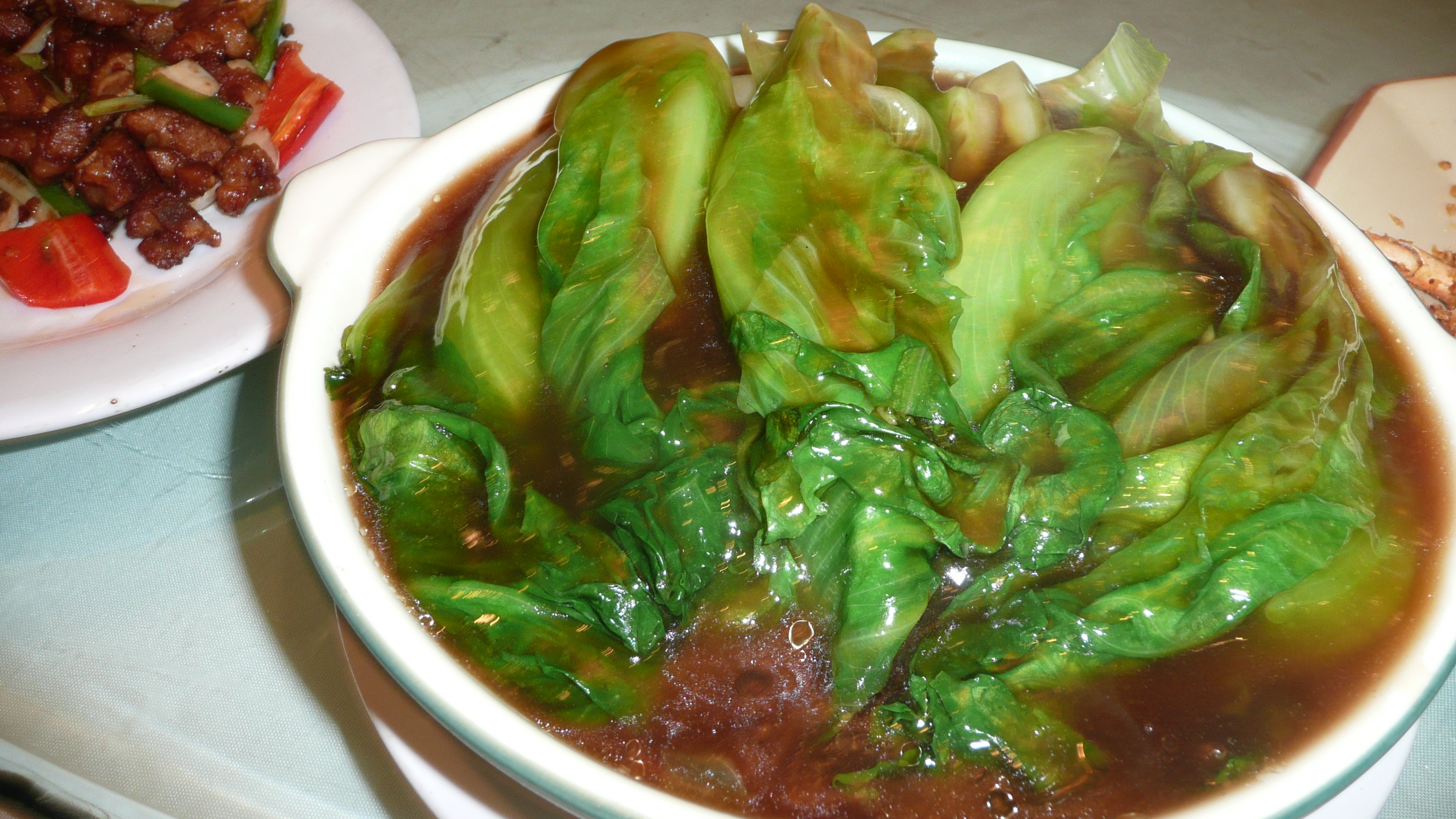
広東料理のレタスのオイスターソース炒め
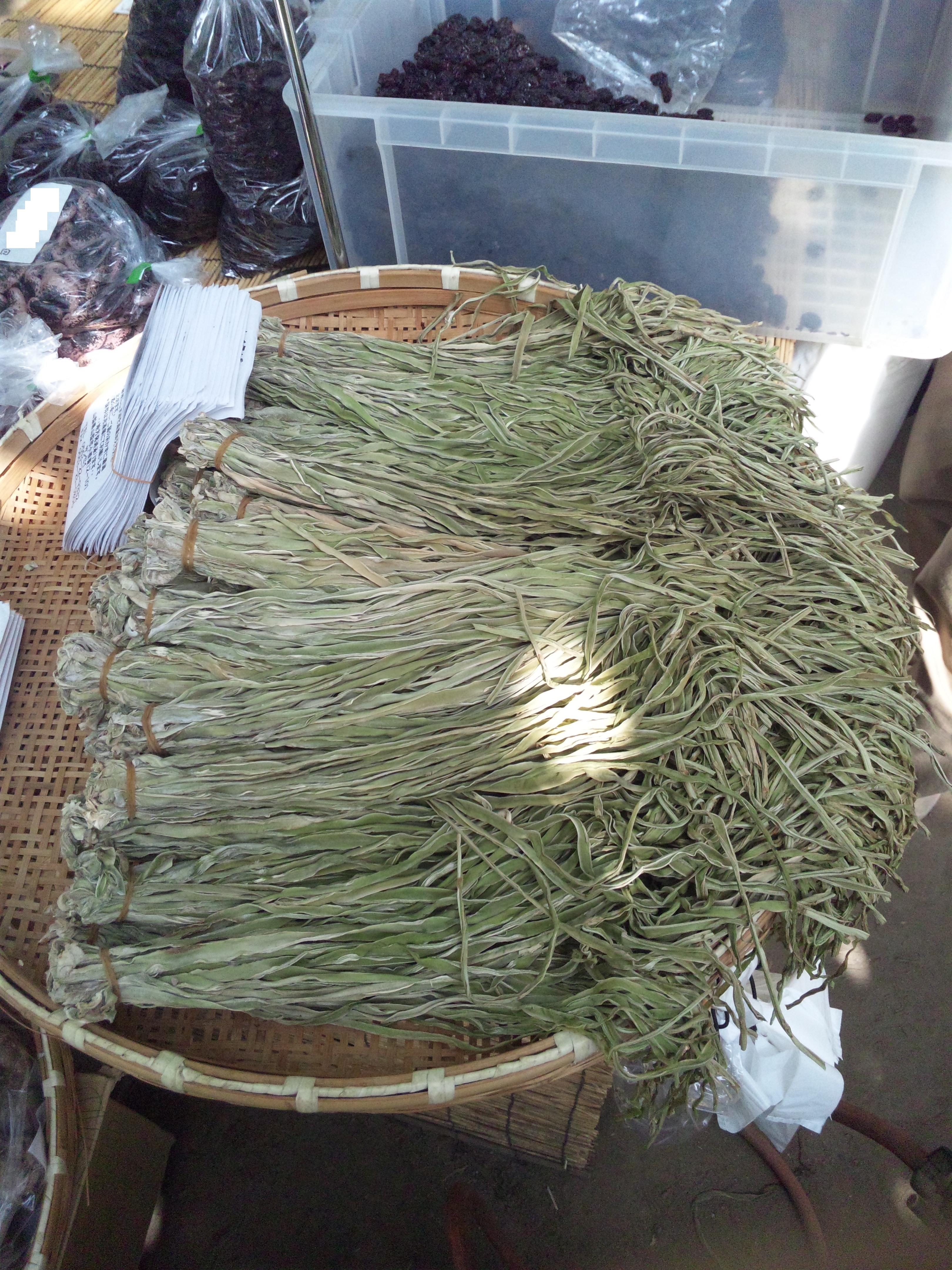
ステムレタス（山クラゲ）の乾物
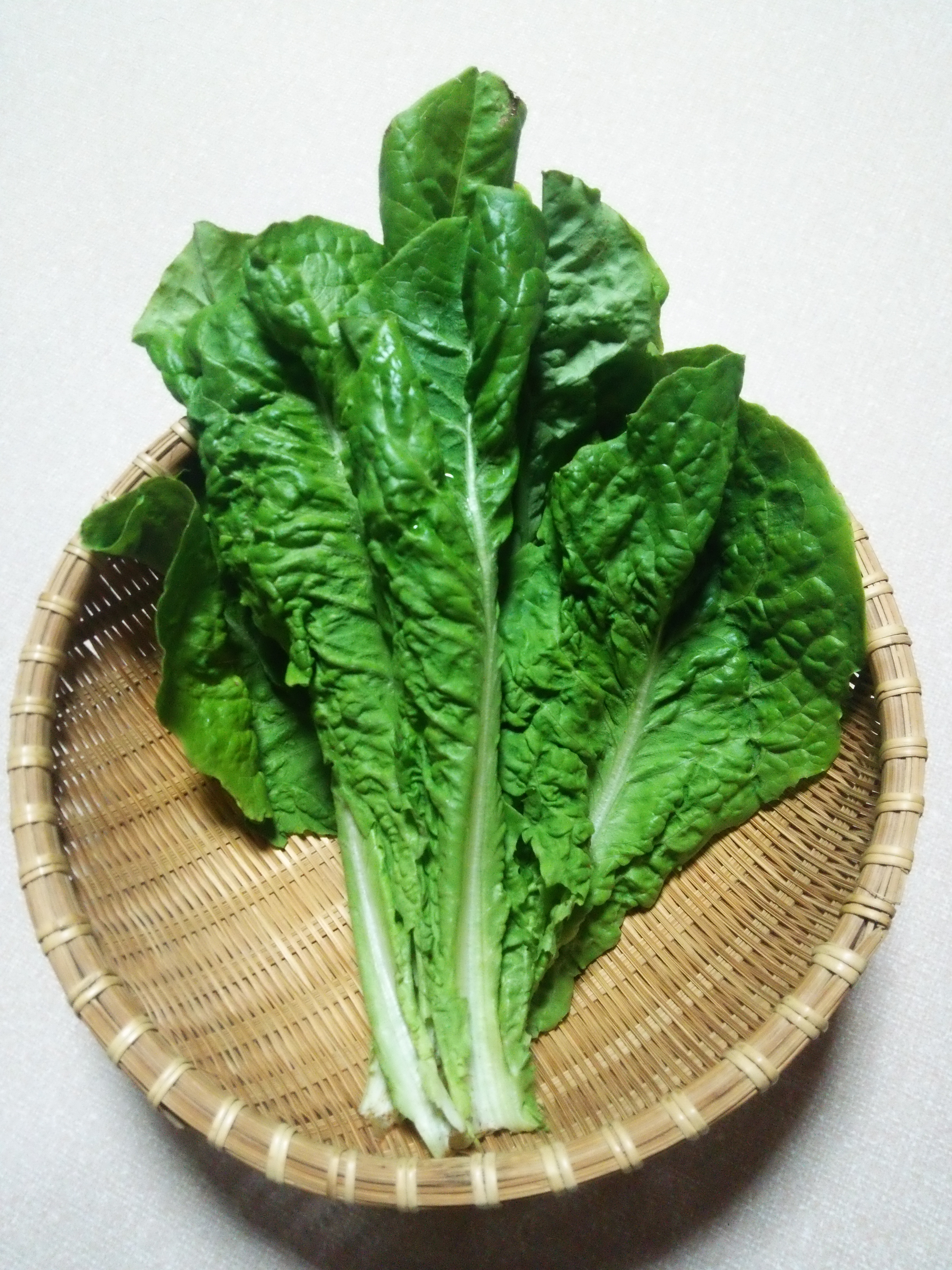
日本で古くから栽培された掻き萵苣。結球しないタイプのレタスである。
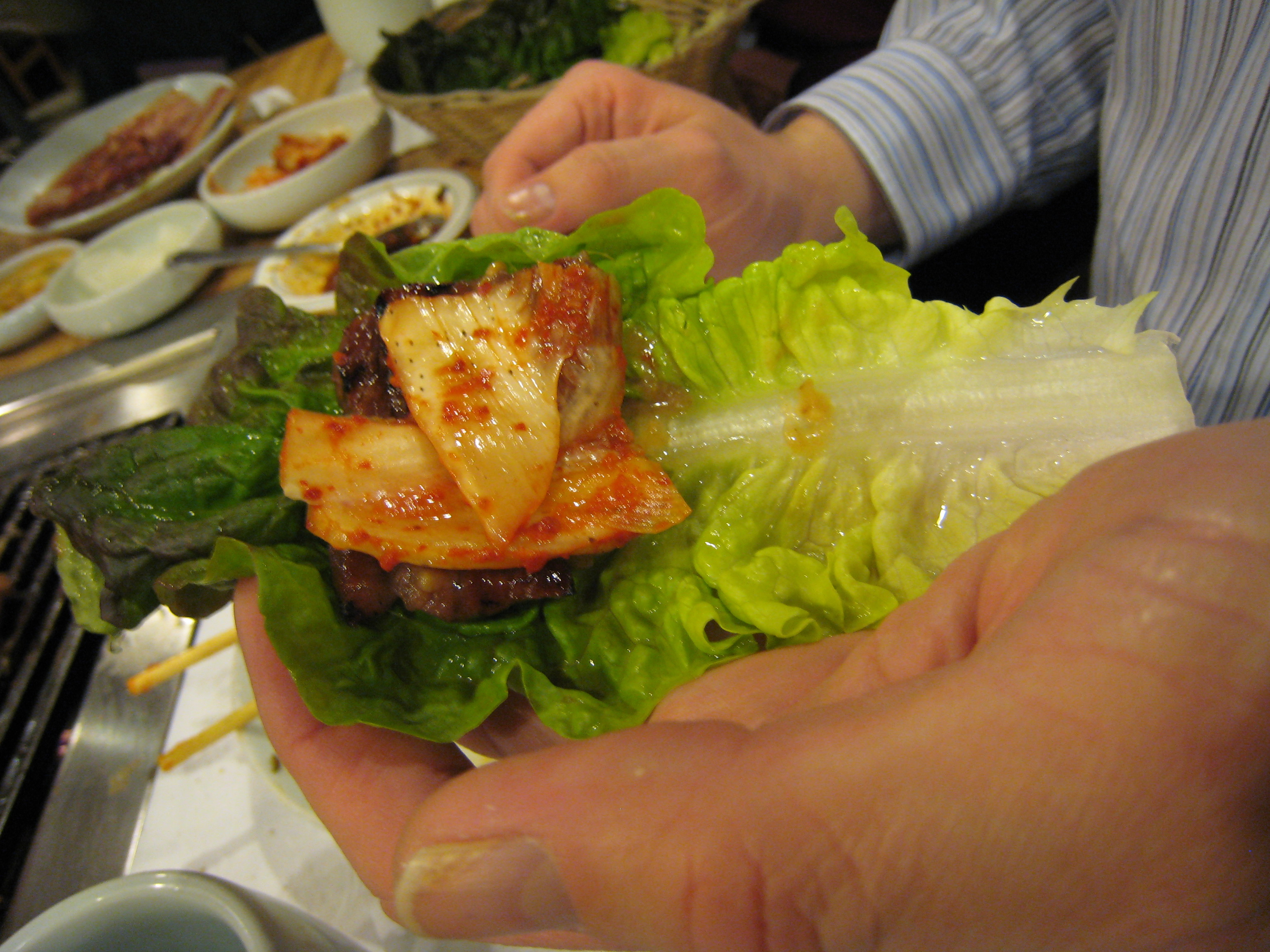
朝鮮料理のサㇺ。カキチシャはじめ生野菜の葉で、焼き肉や飯を包んで食べる。

### 栄養価
野菜としては水分が多く栄養成分は少ない方で、100グラム (g) あたりの熱量は12キロカロリー (kcal) ほどである。微量栄養素は、ビタミンE、カリウム、カルシウム、鉄、食物繊維、葉緑素などが含まれ、レタスの品種によって含まれる量に違いが見られる。葉の緑色が濃いところには、β-カロテン、ビタミンC、カルシウムが多く含まれている。玉レタスは緑色をした外葉のほうが栄養価が高い。リーフレタスは、玉レタスに比べると栄養価が高く、カロテン量は約10倍ほど多く含まれている。

### 調理
生食するときは、シャキッとした食感が楽しめるようにするため、冷水に漬けてから使うのが一般的である。これは葉に含まれるムチンやペクチンが、温まるとやわらかくなり、冷えるとかたくなる性質を利用したもので、葉が水分を吸うことで瑞々しさも回復する。しかし、水につけすぎると水溶性の栄養分も同時に流れ出してしまうため、レタスが乾燥しないように濡らしたペーパーなどに包んで冷蔵する方法も行われる。葉は線切りするとき以外は、使う直前に小さく手でちぎるのが一般的で、切り口の酸化を極力減らす効果や食感やドレッシングの味馴染みをよくするための工夫でもある。レタスを炒めるときは強火で手早くすると、歯触りは損なわれない。ステムレタス（茎ぢしゃ）は、茎を薄く切って生食するほか、味噌漬けにして焼きもののあしらいに使われる。

### 保存
レタスは収穫後も呼吸をしてエネルギーを消費しているため、これを最小限に抑えるために低温で冷蔵する必要がある。常温のレタスの場合では、収穫1週間後にはビタミンC量が半減するといわれている。使いきれなかったレタスは、湿らした新聞紙に包んだり、濡らしたペーパータオルを敷いた保存容器に入れて冷蔵保存すると、しなびることを防いで2 - 3日ほど良い状態を保持できる。玉レタスは、芯に爪楊枝などを刺して成長点を切断することを行うと、より長持ちする。

## 効果
新鮮なレタスを切ると白い乳状の苦い液体が滲出するが、これはサポニン物質といい、ポリフェノール、ラクチュシンなど、多様な成分である。夏バテの食欲不振や、肝臓、腎臓の働きを助ける働きがあるといわれている。これが空気に触れると酸化して茶色くなるが、腐敗しているわけではない。リーフレタスなどの葉の紫色や赤色は、ポリフェノールの一種アントシアニンによるもので、抗酸化作用が期待されている。
鎮静作用のあるセスキテルペノイドのラクチュコピクリンがわずかに含まれており、レタスには「軽い鎮静作用、睡眠促進」の効果があると俗に言われているが、本種には効果を期待できるほどの量は含まれていない。多少の効果を期待するのであれば、葉の部分では無く、切ったときに白い乳状の液体が出る芯の苦い部分で、一般流通品では量は多くない。19世紀頃まで鎮静剤として利用されていたのは、本種ではなく同属のワイルドレタスである（レタスに似たもの参照）。俗説で「玉レタスを4分の1程度食べると眠くなる」と言われ、絵本『フロプシーのこどもたち』の記述をアイデアに『発掘!あるある大事典』内で実験結果が捏造された。捏造の理由は「元々ラクチュコピクリン含有量の少ない本種を水分の多い生の状態で使用したため、どんなに大量に投与しても意図通りの結果が得られなかったから」である。韓国では仕事前の職業ドライバーが食べてはいけない食べ物として知られている。2019年の改良品種であるフッカラン黒夏朗レタスには、一般レタス（1g当たり0.03mg）に比べて124倍（1g当たり3.74mg）のラクチュシンが多量に含まれ、睡眠と緊張緩和に効果がある。

## 分類
レタスは、葉が巻いて結球するタイプの玉レタスだけではなく、結球しないタイプのリーフレタスのバリエーションが多数あり、その特徴により次の種類に分けられる。

### ヘッドレタス (玉レタス品種)

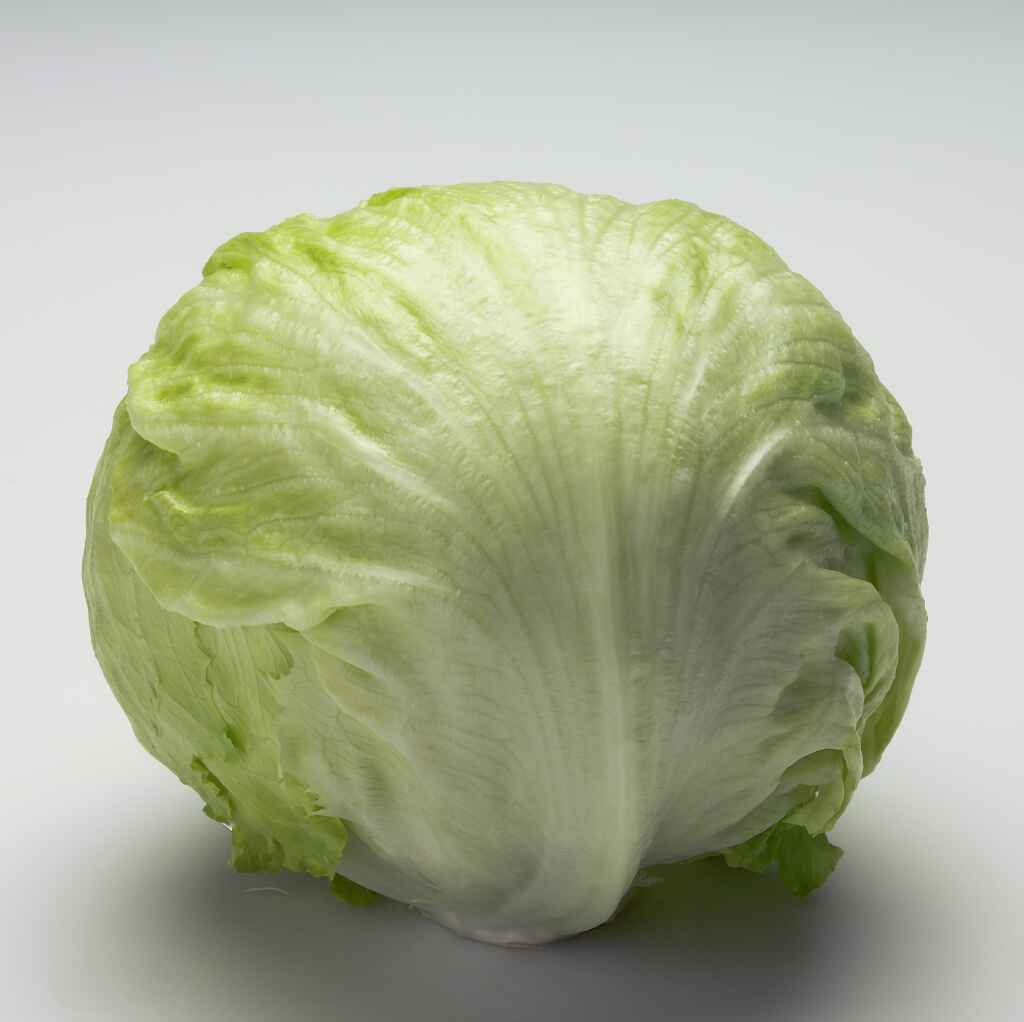
玉レタス。一般にレタスとよばれている。

ヘッドレタス (L. s. var. capitata) は、別名タマヂシャ（玉ぢしゃ）ともよばれている結球性レタス。地中海沿岸から中近東あたりが原産といわれる。クリスプヘッド型とバターヘッド型に細分することができる。クリスプヘッド型は一般的な結球性のレタスとして普及しているものであり、レタスといえば日本では通常これを指す。クリスプ (crisp) とは、「新鮮でぱりぱりした、かりかりした」という意味であり、その名の通り歯触りがよい。バターヘッド型は、日本では一般的にサラダナ（サラダ菜）の名称で通っている。キャベツのような形のクリスプヘッド型とは違い、結球が緩い。
- 玉レタス - 日本では最もポピュラーな葉が丸く巻くレタスで、単にレタスとよばれている。和名は「玉ぢしゃ」で、クリスプレタスともいう[20]。葉は淡緑色で、水分が多く歯切れが良いのが特徴[18]。生食するほか炒め物やスープなどに使われる[3]。
- サラダ菜 - 葉がゆるく結球する品種で、緑色が濃くて厚みがあってやわらかい。歯触りがしんなりしていて玉レタスよりも風味は濃く、ビタミン・ミネラルが多い[20]。加熱調理には不向きで、料理の付け合わせやサンドイッチによく使われる[18][21]。
- バターレタス（ミニレタス） - 玉レタスを小型に改良した品種。サラダ菜に似ているが、葉はやや厚く緑色で中心部のほうは黄緑色が鮮やか。外側の葉はやわらかいが、歯触りは玉レタスに近い[2]。

### リーフレタス (葉レタス品種)

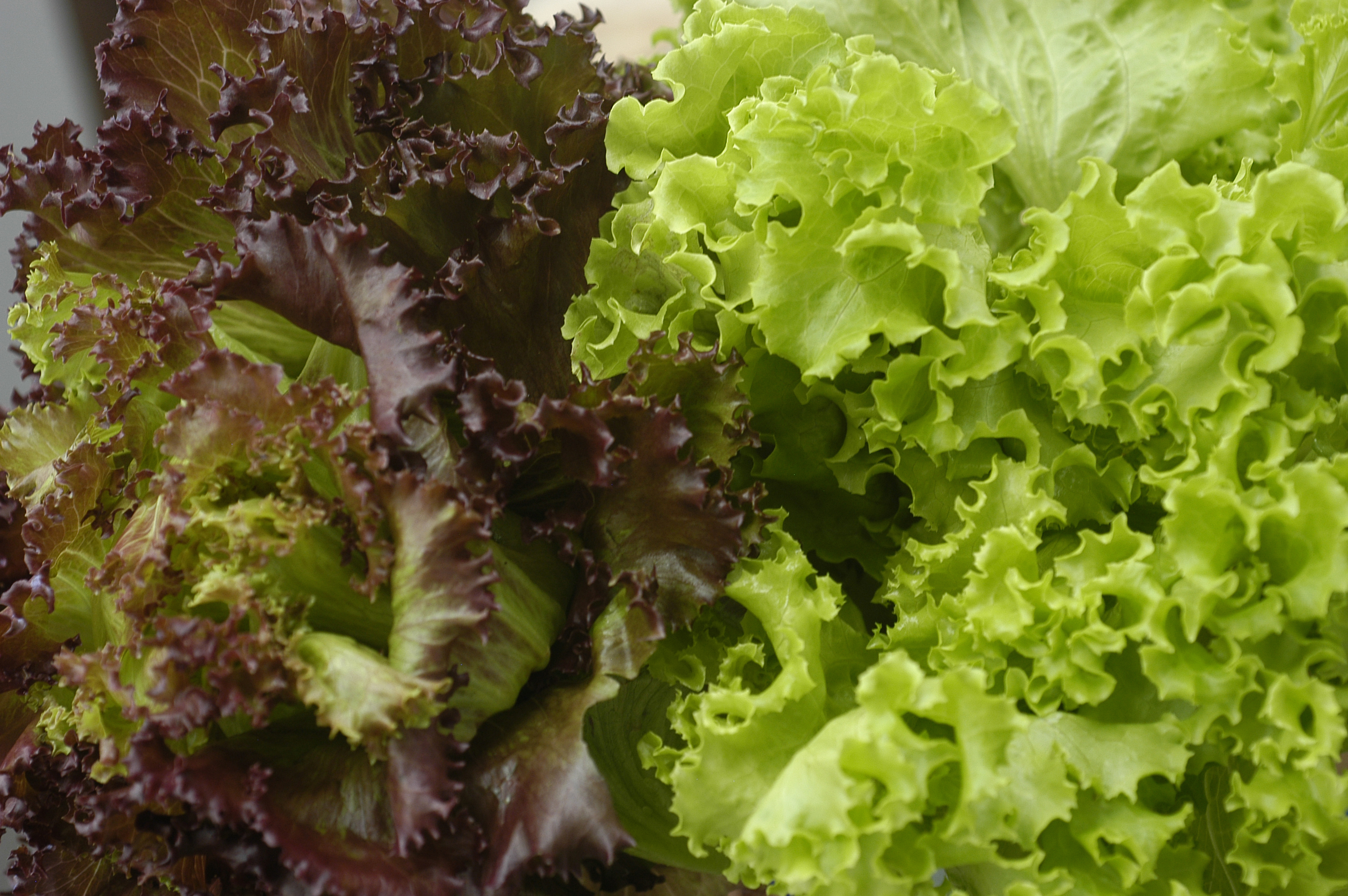
リーフレタスには、緑色のものやアントシアニンに由来して赤色を帯びるものがある。

リーフレタス (L. s. var. crispa) は、別名でハヂシャ（葉ぢしゃ）、チリメンヂシャともよばれている非結球レタス。地中海沿岸が原産といわれる。欧米では、日本においての青菜のように使われる。緑色の物もあるが、サニーレタスのようにアントシアニンが発現し、赤色を帯びる品種もある。色や形の違いを料理に生かす。
- サニーレタス - リーフレタスの代表種で、表面が波打っていて、葉先が少し縮れて赤茶色になるのが特徴。カロテンが豊富で葉はやわらかく、食味は苦味が少なくクセがない[18][21]。「サニーレタス」の名称は品種名ではなく、昭和40年代につけられた商品名である[20]。
- グリーンリーフ（グリーンカール） - 大きな葉が全体的にフリル状に縮れてカールしている[18][21]。
- フリルレタス - 葉先がフリル状にギザギザがあるのが特徴。葉はやや厚みがあり、シャキシャキした食感がある[21]。
- オークリーフレタス - フランス原産のリーフレタスの一種で、葉は切れ込み大きい特徴ある形で緑色が濃い[21]。
- 島ちしゃ菜（しまちしゃな） - 主に沖縄で栽培されている。葉は肉厚で緑色が濃く、サラダのほか加熱調理に向く[3]。沖縄ではサラダより、味噌汁や油炒めで食べられている[22]。
- プリーツレタス - 葉に細かいひだ（プリーツ）がたくさんあるのが特徴で、葉は薄くやわらかい。切れ込みが細かいほど良質とされる[2]。

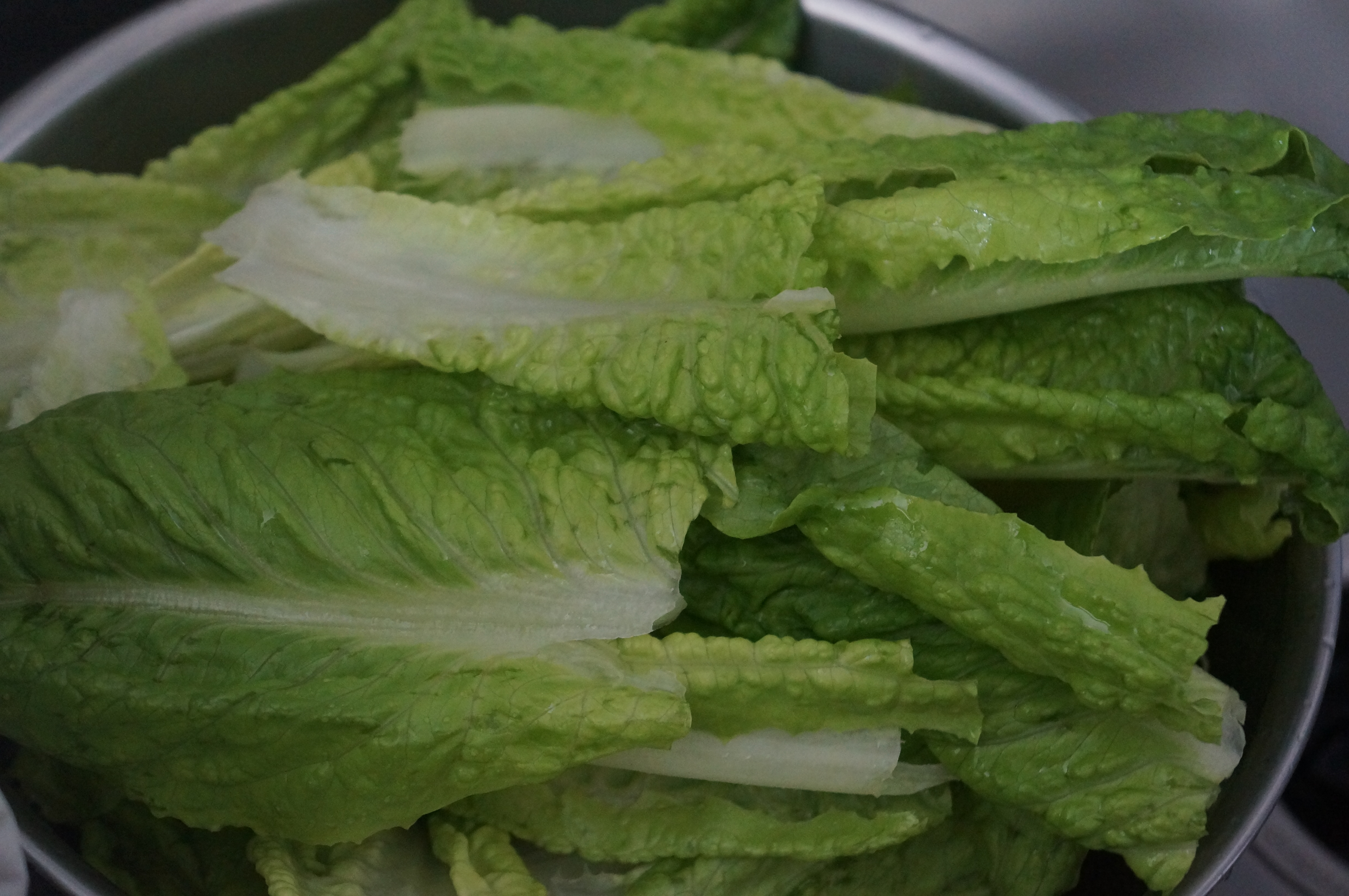
カッティングレタス

カッティングレタス (L. s. var. crispa) は、別名カキヂシャ（掻きぢしゃ）／カキチシャともよばれる。分類上はリーフレタスの中に含まれるが、中国に7世紀頃に導入され、日本にも同じ頃から奈良時代にかけて導入され、もっとも古い種。成長するに従い、下葉を掻き（収穫）ながら食用とし、このために掻きぢしゃと呼ばれる。日本でも食用としてきたが多くの場合は生食せず、茹でておひたし、味噌和えなどにして消費してきた。山口県西部（旧長州藩）では、ほぐした焼き魚または煮干しなどと酢味噌で和えた郷土料理「ちしゃなます（ちしゃもみ）」がある。一方で、朝鮮語ではカキチシャをサンチュ、チマサンチュ）と呼び、生の葉で焼き肉や飯などを包んで食べる。この食べ方をサㇺと呼ぶ。

### 立ちレタス

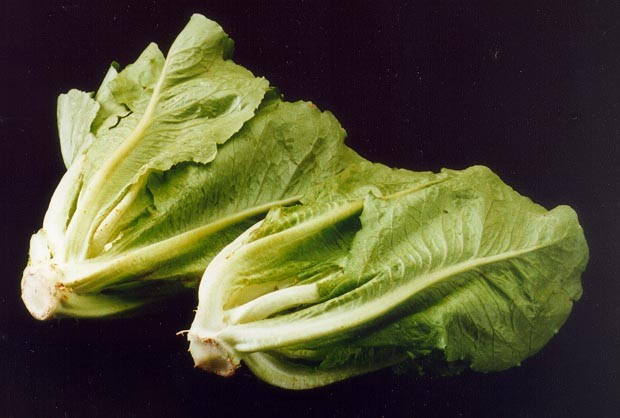
ロメインレタス

立ちレタス (L. s. var. longifolia) は、別名でタチヂシャ（立ちぢしゃ、立萵苣）ともよばれている結球性レタス。ヘッドレタスのようにややつぶれた球ではなく、白菜のように丈の高い球状になる。シーザーサラダでは本来この種類を用い、アメリカでは、レタスの約3割がこの種類。日本での栽培・流通は外食産業、中食産業向けが中心で、まだ少ない。また中国南部や台湾で常食される油麦菜もタチヂシャの一種である。
- コスレタス（ロメインレタス） - ギリシアのエーゲ海コス島の原産で、ヨーロッパやアメリカで広まったレタス。和名は「立ちぢしゃ」。ゆるく結球して、葉柄が太く、葉は長楕円形で葉先が平らで大きくかため。かすかな甘味と苦味があり、シーザーサラダによく使われる[18][20][21]。

### ステムレタス (茎レタス)

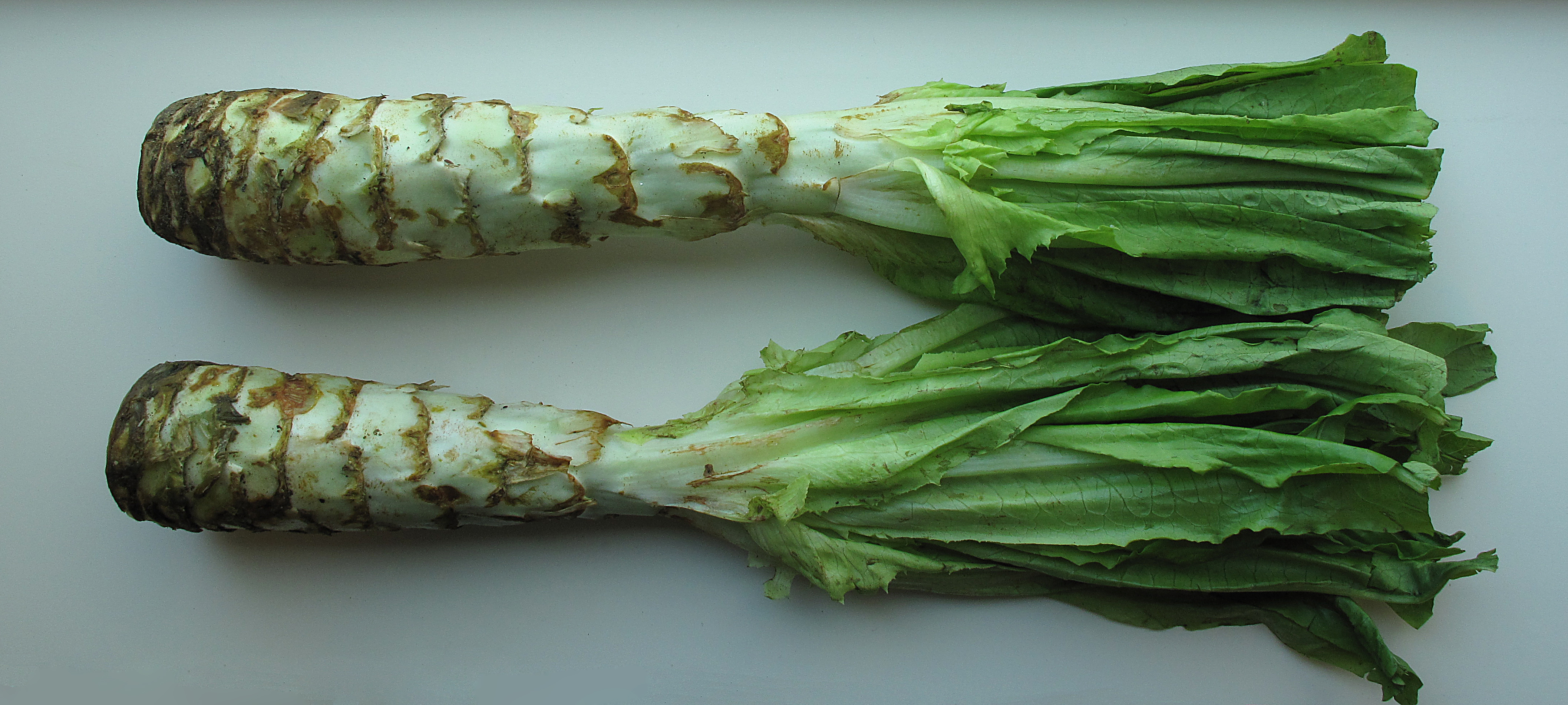
ステムレタス（茎レタス）

ステムレタス (L. s. var. angustana) は、別名でクキヂシャ（茎ぢしゃ）、茎レタス、アスパラガスレタスともよばれる。中近東内陸部から小アジアが原産といわれる。ステム (stem) とは「茎」を意味し、その名の通り茎を食用とするレタスで、一般的にレタスの茎はロゼット状であるのに対し、ステムレタスの茎は30 cm程にまで成長する。日本では乾燥したものを水で戻して漬け物に加工した「山クラゲ」の名前の方が有名である。また、皮を剥いて薄く切り生食するほか、煮物や炒め物に使われる。中国では、生の茎を炒め物に使う。

### 種間交配種
- マロンレタス - サニーレタスとサラダ菜の交配種。玉チシャの一種で、見た目はサニーレタスに似て葉先は赤紫色でやや縮み、葉の形はサニーレタスと同じ[21][2]。歯触りと食味もサニーレタスとサラダ菜の中間的な味わい[2]。
- シルクレタス - エンダイブとリーフレタスの交配種。葉先が赤っぽく、玉レタスよりも食物繊維やビタミン類が豊富[21]。

- ピンクロッサ - エンダイブとサニーレタスの交配種。葉先が細かく縮れてピンク色を帯びた赤褐色をしている。歯触りが良く、加熱調理にも向く[2]。

## レタスに似ているものの生物学上において関係のない植物
- マーシュ（ノヂシャ、Valerianella olitoria） - オミナエシ科。若葉を食用とする。グリム童話「ラプンツェル」に出てくる野菜。
- ウォーターレタス（ボタンウキクサ、Pistia stratiotes） - サトイモ科。観賞用の水草。食用にはならない。
- エンダイブ（菊チシャ、Cichorium endivia） - キク科。メリケンサラダという別名も。
- ワイルドレタス（Lactuca virosa） - キク科。催眠効果や鎮痛効果などの向精神作用がある。

## 逸話
- レタスだけを使ったサラダを英語で「ハネムーンサラダ」と言う。Lettuce only、もしくはLettuce alone（レタスだけ）の発音をLet us onlyやLet us alone（私たちだけにして）に引っ掛けたものである。
- ジョン・スタインベックの小説『エデンの東』には、主人公の父・アダムがレタスを氷で冷却保存して輸送する「コールドチェーン」事業に挑戦する場面が描かれている。
- 古典落語の演目『夏の医者』は、夏の盛り往診に向かう医者を大蛇が呑み込んだところ腹の中で下剤を使われて腹を壊すという筋で、「夏の医者（チシャ）は腹に障る」と地口で落とす。『ちしゃ医者』でも医者と合わせた地口が作中で使用されるが、落ちには使用していない。